# Nowe Miasteczko
Nowe Miasteczko (německy Neustädtel) je polské město ve Lubušském vojvodství, v okrese Nowa Sól. V roce 2016 zde žilo 2 839 obyvatel. Město je sídlem městsko-vesnické gminy Nowe Miasteczko.

## Partnerská města
- Bad Liebenwerda, Německo